# Мхлуме
Мхлуме (свати Mhlume) — город на севере Эсватини, в регионе Лубомбо. Население города — 21,928 (2015).
В районе города Мхлуме находится плантация сахарного тростника. В городе с 1960 года действует завод по переработке сахарного тростника, основанный компанией J. L. Hulett & Sons Ltd, — при начале производства годовой оборот составлял 40000 тонн сахара, половину свазилендского производства. Основным экспортёром сахара из Мхлуме является лондонская организация Корпорация развития Содружества.